# Kõrkküla (Lääne-Saare)
Kõrkküla − wieś w Estonii, w prowincji Sarema, w gminie Kärla. Według danych na rok 2007 wieś zamieszkiwały 102 osoby.